# Charles des Dorides
Pour les autres membres de la famille, voir Famille de La Ville.
Le marquis Charles de La Ville de Férolles des Dorides, né le 30 juillet 1830 à Nantes et mort le 10 février 1889 à Frascati, est un zouave pontifical et journaliste français naturalisé italien.

## Biographie
D'une famille monarchiste et catholique, Charles des Dorides est le fils du marquis Charles Alphonse de La Ville de Férolles des Dorides (1801-1886) et de son épouse Joséphine Louise Perrée de La Villestreux, ainsi que le petit-fils du général Charles-Marc de La Ville de Férolles des Dorides (1765-1809).
Lorsque survient le conflit opposant le pape Pie IX au roi Victor-Emmanuel II, Charles s'engage dans les zouaves pontificaux (volontaires pontificaux à cheval ou Guides de La Moricière) et devient l'aide de camp du général de Lamoricière. Il arrive à Rome en 1860 et prend part, avec deux de ses frères, aux combats. Il sera fait prisonnier avec Arthur de Chevigné.
Après que les combats se soient terminés, il reste à Rome et, le 5 juillet 1865, il se marie avec Adele Conti en la basilique San Lorenzo in Lucina. Il sera naturalisé italien.
Il s'occupe un temps de photographie, de peinture et d'antiquité, et se lance dans le journalisme. Il devient ainsi correspondant de plusieurs journaux (Le Moniteur universel, La Liberté, etc), ainsi que rédacteur de l'Italie, du Journal de Rome, du Moniteur de Rome (journal officieux du Saint-Siège) ou bien du Fanfulla (journal officieux de la cour du roi Humbert). 
Il y faisait peu de politique et une politique éclectique et douce, dissertant academicamente sur les affaires publiques et écrivant surtout sur les mœurs romaines, l'archéologie ou les antiquités.
Charles des Dorides se trouve accusé par le gouvernement italien d'être un agent secret de la France et d'avoir corrompu des fonctionnaires italiens pour l'obtention de renseignements et secrets d'État, après que des plans de navire du ministère de la Marine se soient trouvés en sa possession. Il est alors mis en état d'arrestation, sous l'inculpation de complot contre la sûreté de l'État. 
Il passe alors un an en prison et plus de six mois au secret, avant d'être finalement acquitté à la suite d'un procès qui fit grand bruit. Certains laissèrent entendre que la manœuvre fut inventée par le gouvernement italien en représailles de son engagement en faveur du Saint-Siège au sein des zouaves pontificaux.